# Литл Гром
«Литл Гром» (фр. Yakari: La Grande Aventure) — франко-бельгийско-немецкий анимационный фильм 2020 года режиссёров Тоби Генкеля и Ксавье Джакометти.
Мультфильм является адаптацией бельгийской серии комиксов «Якари», изначально написанной Жобом и иллюстрированной Дерибом.
Премьера состоялась во Франции 12 августа 2020 года. 16 сентября 2021 года фильм вышел в России (прокатчик Ten Letters).

## Сюжет
Якари, маленький сиу, индейский мальчик, и его верный пёс «Вислоух» отправляются в дикие прерии, дабы оседлать коня по прозвищу «Малый Гром» — мустанг получил это имя от местных жителей за свою неуловимость. Мальчик же уверен, что у него выйдет обуздать «Малого Грома», ведь совсем недавно он получил от «Великого Орла», своего тотемного животного, редкий дар — умение разговаривать с животными.

## Роли озвучивали
- Алоис Агасси-Махье — Якари
- Ариэль Вобьен — Сын Бизона
- Ханна Вобьен — Радуга
- Оскар Дуиб — Литл Гром
- Фредерик Сутрель — Спящий Глаз
- Том Труффье — Бесстрашная Пума
- Эммануэль Гариджо — Вислоух
- Николя Жустамон — Великий Орёл